# مستقبل حمض الريتينويك ألفا
مستقبل حمض الريتنويك ألفا (بالإنجليزية: Retinoic acid receptor alpha) (ومختصره RAR-α)، كما يعرف باسم المستقبل النووي عائلة 1، مجموعة ب، عضو 1 (بالإنجليزية: nuclear receptor subfamily 1, group B, member 1) (ومختصره NR1B1) هو مستقبل نووي موجود عند الإنسان ومشفر بالمورثة RARA.

## التفاعلات
أظهر مستقبل حمض الريتنويك ألفا ثآثرات مع:
- BAG1,[3]
- CLOCK,[4]
- CCND3,[5]
- NCOA6,[6][7][8]
- NCOR1,[9][10]
- NCOR2,[11][12]
- NPAS2,[4]
- NRIP1,[13][14][15]
- NR0B2,[16][17]
- NR4A2,[18]
- PML[19]
- RXRA.[20][21]
- Src,[22][23]
- TADA3L,[24]
- ZBTB16.[25]